# Hadí královna
Hadí královna je nejmohutnější památný strom Moravskoslezského kraje a CHKO Jeseníky. Nachází se v Dolní Moravici v okrese Bruntál na Moravě. Botanicky jde o lípu velkolistou s velmi silným a netypicky rostlým kmenem. Ke stromu se váže tragická pověst o hadí královně.

## Základní údaje
- název: Hadí královna, lípa hadí královny v Horní Moravici
- výška: 24 m (1998)[3], 33 m (2002)[1][3]
- obvod: 930 cm (1990)[4], 900 cm (1998)[3], 927 cm (2002)[1][3]
- věk: 400-500 let[3], ~500 let[5]
- umístění: kraj Moravskoslezský, okres Bruntál, obec Dolní Moravice, část obce Horní Moravice
- souřadnice: 49°59′3.07″N 17°17′45.28″E

Lípa roste za Moravickým potokem poblíž domu č. 3.

## Stav stromu a údržba
Zvláštně tvarovaný kmen lípy, který se poměrně nízko rozšiřuje a bohatě větví, působí jako srostlice mnoha kmenů nebo výmladků, takže s trochou fantazie připomíná kmen a kořenové náběhy hady. Koruna byla dříve upravována redukčním řezem, dnes je vyvázaná a otvory do dutiny zakryté stříškami.

## Historie a pověsti
K lípě se váže pověst o chalupníkovi a hadí královně. Chalupník pod starou lípou hledal kámen na opravu dvorku. Když jeden zvedl, našel pod ním bílého hada se zlatou korunkou na hlavě. Na nic nečekal, zlatou korunku sebral a utekl domů. Přemýšlel, co všechno si za korunku koupí. Večer ale nemohl usnout a stále slyšel jen: "Vrátíššš! Vrátíššš". Ráno zjistil, že mu v noci uhynula všechna drůbež, v chlívu pošla jediná kravka... hadí prokletí. V tom začala bouřka. Chalupník se déle nerozpakoval, vzal korunku a utíkal s ní zpět ke staré lípě, kde jí vrátil pod kámen. Ale bylo pozdě. Když se vrátil domů, zbylo z chalupy jen doutnající spáleniště.

## Další zajímavosti
Lípě byl věnován prostor v televizním pořadu Paměť stromů, konkrétně v dílu č.14: Stromy pohádek a tajemných sil.

## Významné a památné stromy v okolí
- Lípa u Immaculaty
- Lípy u sv. Jana Nepomuckého
- Maďal v Nové Vsi